# Elżbieta Wroniewska-Rejf
Elżbieta Wroniewska - Rejf (ur. 22 stycznia 1950 roku we Wrocławiu) – polska dziennikarka radiowa i telewizyjna, realizatorka filmów dokumentalnych i programów telewizyjnych.

## Wykształcenie
Absolwentka kierunku filologia polska na Uniwersytecie Warszawskim, specjalizacja - teatrologia.

## Doświadczenie zawodowe
Pod koniec studiów rozpoczęła pracę dla Programu I Polskiego Radia. Była autorką takich programów jak "Warszawski Merkury", "Dom i My", "O zdrowiu dla zdrowia", " W kilku taktach, w kilku słowach". Tworzyła programy społeczne, w tym pierwszą w Polsce audycję poświęconą problemom alkoholowym - "Alkohol, alkoholizm". Była inspiratorką programu telewizyjnego "Wódko, pozwól żyć". Równolegle pracowała dla programu drugiego Telewizji Polskiej, gdzie w 1990 roku wspólnie z Ewą Banaszkiewicz-Purzycką stworzyła i realizowała pierwszy w historii TVP cykliczny program poświęcony zwierzętom - ”Animals”. Była także pierwszym prezesem założonej przy programie fundacji o tej samej nazwie, której celem było przeciwdziałanie znęcaniu się nad zwierzętami i propagowanie lepszego stosunku ludzi względem zwierząt.
W 1992 roku założyła firmę producencką "Studio Beta", w którym zrealizowała ponad 30 filmów przyrodniczych i edukacyjnych, w większości emitowanych w TVP.
Elżbieta Wroniewska-Rejf jest również autorką wielu artykułów prasowych poświęconych ekologii.

## Filmografia

### Programy telewizyjne
- Animals - magazyn społeczny; scenariusz i reżyseria
- Jest takie miejsce
- Rolnicze sprawy - magazyn rolniczy; współpraca
- Świat Kobiet - magazyn dla kobiet; współpraca
- Skarbiec - magazyn historyczny; współpraca

### Filmy dokumentalne
- Drawieński Park Narodowy - scenariusz,reżyseria
- Poleski Park Narodowy - scenariusz,reżyseria,produkcja
- Jeleniowski Park Krajobrazowy - scenariusz,reżyseria,produkcja
- Nadnidziański Park Krajobrazowy - scenariusz,reżyseria,produkcja
- Kras gipsowy na Ponidziu - scenariusz,reżyseria,produkcja
- Łomżyński Park Krajobrazowy Doliny Narwi - scenariusz,reżyseria,produkcja
- Parki Krajobrazowe Gór Świętokrzyskich i Ponidzia-scenariusz, reżyseria, produkcja
- Wilki i ludzie - scenariusz,reżyseria,produkcja
- Chęcińsko-Kielecki Park Krajobrazowy - scenariusz,reżyseria,produkcja
- Ekorozwój po Płocku - scenariusz,reżyseria,produkcja
- Rezerwaty przyrody Gór Świętokrzyskich - scenariusz,reżyseria,produkcja
- Suchedniowsko-Oblęgorski Park Krajobrazowy - scenariusz,reżyseria,produkcja
- Sieradowicki Park Krajobrazowy - scenariusz,reżyseria,produkcja
- Zespół Parków Krajobrazowych Ponidzia - scenariusz,reżyseria,produkcja
- Cisowsko-Orłowiński Park Krajobrazowy - scenariusz,reżyseria,produkcja
- Rezerwaty przyrody Parków Krajobrazowych Ponidzia - scenariusz,reżyseria,produkcja
- W krainie wilka - scenariusz,reżyseria,produkcja
- Kozubowski Park Krajobrazowy - scenariusz,reżyseria,produkcja
- Rośliny chronione- scenariusz,reżyseria,produkcja
- Wyjątkowe drzewa - scenariusz,reżyseria,produkcja

### Reportaże
- Czy będzie las? - scenariusz,reżyseria,produkcja
- Leśne wyzwania - scenariusz,reżyseria,produkcja
- Oaza natury - scenariusz,reżyseria,produkcja
- Dziadek i wnuczek - scenariusz,reżyseria,produkcja
- Leśny ekosystem - scenariusz,reżyseria,produkcja
- Ochrona lasów - scenariusz,reżyseria,produkcja